# Пентапразеодимтригаллий
Пентапразеодимтригаллий — бинарное неорганическое соединение, интерметаллид
празеодима и галлия
с формулой Ga3Pr5,
кристаллы.

## Получение
- Сплавление стехиометрических количеств чистых веществ:

{\displaystyle {\mathsf {5Pr+3Ga\ {\xrightarrow {855^{o}C}}\ Ga_{3}Pr_{5}}}}

## Физические свойства
Пентапразеодимтригаллий образует кристаллы нескольких модификаций:
- тетрагональная сингония, пространственная группа P 4/ncc, параметры ячейки a = 0,7939 нм, c = 1,450 нм, структура типа трисилицида пентабария Ba5Si3;
- тетрагональная сингония, пространственная группа I 4/mcm, параметры ячейки a = 1,248 нм, c = 0,5488 нм, Z = 4, структура типа трисилицида пентавольфрама W5Si3[1][2][3].

Соединение образуется по перитектической реакции при температуре 855 °C.